# Арет
Вижте пояснителната страница за други личности с името Арет.
Арет или Арета (на старогръцки: Ἀρέτης, Ἀρέτας) е македонски пълководец.
Арет е военачалник при Александър III Македонски. При битката при Гавгамела командва сарисофорите, част от кавалерията, замествайки тогавашния им пълководец Протомах. При Гавгамела сарисофорите успяват да изблъскат персийската конница от района. При финалното нападение сарисофорите, предвождани от Арет, разбиват тежката кавалерия на масагетите, а самият Арет убива техния пълководец.